# Ligat ha’Al (Basketball)
Die Ligat ha’Al (hebräisch ליגת העל; deutsch Superliga; auch englisch SuperLeague) ist die höchste Basketball-Liga in Israel. Sie wurde im Jahre 1954 gegründet. Insgesamt nehmen pro Saison zwölf Basketballvereine an der Landesmeisterschaft in der höchsten israelischen Basketball-Liga teil. Rekordmeister ist Maccabi Tel Aviv mit 54 Meisterschaftserfolgen seit 1954. Daneben konnten nur Hapoel Tel Aviv mit fünf Titeln und Hapoel Gilboa Galil mit zwei Titeln mehr als eine Meisterschaft erringen. Gilboa Galil war 1993 auch die erste Mannschaft außerhalb Tel Avivs, die als Hapoel Galil Elyon eine Meisterschaft in der Ligat ha’Al gewann.

## Mannschaften

### Saison 2017/18
- Maccabi Aschdod
- Hapoel Eilat
- Hapoel Gilboa Galil
- Maccabi Haifa
- Bnei Herzlia
- Hapoel Holon
- Hapoel Jerusalem (Meister)
- Ironi Naharija
- Ironi Ness Ziona (Aufsteiger)
- Maccabi Rischon LeZion
- Maccabi Tel Aviv
- Hapoel Tel Aviv

## Meisterschaften

### Nach Saisons
- 1953/54 Maccabi Tel Aviv
- 1954/55 Maccabi Tel Aviv
- 1955/56 nicht ausgetragen
- 1956/57 Maccabi Tel Aviv
- 1957/58 Maccabi Tel Aviv
- 1958/59 Maccabi Tel Aviv
- 1959/60 Hapoel Tel Aviv
- 1960/61 Hapoel Tel Aviv
- 1961/62 Maccabi Tel Aviv
- 1962/63 Maccabi Tel Aviv
- 1963/64 Maccabi Tel Aviv
- 1964/65 Hapoel Tel Aviv
- 1965/66 Hapoel Tel Aviv
- 1966/67 Maccabi Tel Aviv
- 1967/68 Maccabi Tel Aviv
- 1968/69 Hapoel Tel Aviv
- 1969/70 Maccabi Tel Aviv
- 1970/71 Maccabi Tel Aviv
- 1971/72 Maccabi Tel Aviv
- 1972/73 Maccabi Tel Aviv
- 1973/74 Maccabi Tel Aviv
- 1974/75 Maccabi Tel Aviv
- 1975/76 Maccabi Tel Aviv
- 1976/77 Maccabi Tel Aviv
- 1977/78 Maccabi Tel Aviv
- 1978/79 Maccabi Tel Aviv
- 1979/80 Maccabi Tel Aviv
- 1980/81 Maccabi Tel Aviv
- 1981/82 Maccabi Tel Aviv
- 1982/83 Maccabi Tel Aviv
- 1983/84 Maccabi Tel Aviv
- 1984/85 Maccabi Tel Aviv
- 1985/86 Maccabi Tel Aviv
- 1986/87 Maccabi Tel Aviv
- 1987/88 Maccabi Tel Aviv
- 1988/89 Maccabi Tel Aviv
- 1989/90 Maccabi Tel Aviv
- 1990/91 Maccabi Tel Aviv
- 1991/92 Maccabi Tel Aviv
- 1992/93 Hapoʿel Galil Elyon
- 1993/94 Maccabi Tel Aviv
- 1994/95 Maccabi Tel Aviv
- 1995/96 Maccabi Tel Aviv
- 1996/97 Maccabi Tel Aviv
- 1997/98 Maccabi Tel Aviv
- 1998/99 Maccabi Tel Aviv
- 1999/00 Maccabi Tel Aviv
- 2000/01 Maccabi Tel Aviv
- 2001/02 Maccabi Tel Aviv
- 2002/03 Maccabi Tel Aviv
- 2003/04 Maccabi Tel Aviv
- 2004/05 Maccabi Tel Aviv
- 2005/06 Maccabi Tel Aviv
- 2006/07 Maccabi Tel Aviv
- 2007/08 Hapoel Holon
- 2008/09 Maccabi Tel Aviv
- 2009/10 Hapoel Gilboa Galil
- 2010/11 Maccabi Tel Aviv
- 2011/12 Maccabi Tel Aviv
- 2012/13 Maccabi Haifa
- 2013/14 Maccabi Tel Aviv
- 2014/15 Hapoel Jerusalem
- 2015/16 Maccabi Rischon LeZion
- 2016/17 Hapoel Jerusalem
- 2017/18 Maccabi Tel Aviv
- 2018/19 Maccabi Tel Aviv
- 2019/20 Maccabi Tel Aviv
- 2020/21 Maccabi Tel Aviv
- 2021/22 Hapoel Unet Holon
- 2022/23 Maccabi Tel Aviv
- 2023/24 Maccabi Tel Aviv
- 2024/25 Maccabi Tel Aviv

### Nach Vereinen
| Rang | Verein                                  | Titel |
| ---- | --------------------------------------- | ----- |
| 1    | Maccabi Tel Aviv                        | 57    |
| 2    | Hapoel Tel Aviv                         | 5     |
| 3    | Hapoʿel Galil Elyon/Hapoel Gilboa Galil | 2     |
|      | Hapoel Jerusalem                        | 2     |
| 5    | Maccabi Haifa                           | 1     |
|      | Hapoel Holon                            | 1     |
|      | Maccabi Rischon LeZion                  | 1     |